# Constante de Meissel-Mertens

En mathématiques, la constante de Meissel-Mertens (également nommée constante de Mertens, constante de Kronecker, constante de Hadamard-La Vallée Poussin ou constante des inverses des nombres premiers) est utilisée principalement en théorie des nombres. Elle est définie comme la limite de la différence entre la série des inverses des nombres premiers et le logarithme népérien du logarithme népérien.

## Définition
Soit {\displaystyle S_{n}=\sum _{p\leqslant n}{\frac {1}{p}}} la somme des inverses des nombres premiers inférieurs ou égaux à {\displaystyle n}. La constante de Meissel-Mertens {\displaystyle M} est définie par :
{\displaystyle M=\lim _{n\to \infty }\left(S_{n}-\ln(\ln n)\right)}.
La série des inverses des nombres premiers diverge, tout comme la suite de terme général {\displaystyle \ln(\ln n)} ; l'existence de cette constante indique que les deux expressions sont asymptotiquement liées :
{\displaystyle \sum _{p\leq n}{\frac {1}{p}}=\ln(\ln n)+M+o(1)} (où {\displaystyle o(1)} est une notation de Landau).

## Propriétés
La constante de Meissel-Mertens est reliée à la constante d'Euler-Mascheroni {\displaystyle \gamma } (qui possède une définition similaire impliquant la différence entre la somme des inverses de tous les entiers de 1 à n et le logarithme népérien de n) par la formule suivante,:
{\displaystyle M=\gamma +\sum _{p{\text{ premier}}}\left(\ln \left(1-{\frac {1}{p}}\right)+{\frac {1}{p}}\right)}.
Le fait qu'il existe deux logarithmes népériens (ln de ln) dans la limite pour la définition de la constante de Meissel-Mertens peut être perçu comme une conséquence de la combinaison du théorème des nombres premiers et de la limite définissant la constante d'Euler-Mascheroni.[réf. nécessaire]

## Valeur approchée
La constante de Meissel-Mertens vaut approximativement 0,261497.